# Xerox Star

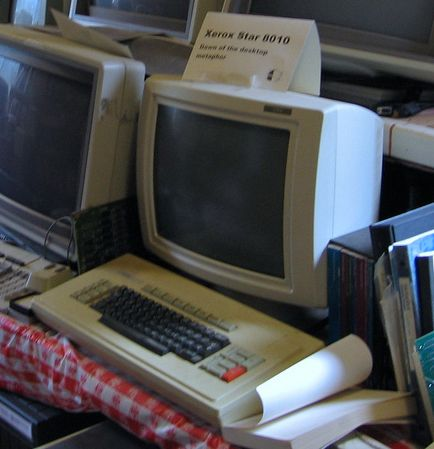
Monitor e tastiera di una workstation Xerox Star

Lo Xerox 8010 Information System, comunemente conosciuto come Xerox Star, è un sistema informatico della Xerox Corporation commercializzato a partire dal 27 aprile 1981 e costituito da una serie di workstation collegate fra loro tramite LAN.
Per la prima volta proponeva, in alternativa alla multiutenza del minicomputer, quella che oggi è diventata la norma nel settore della piccola-media impresa: una serie di computer monoutenti collegati tramite rete locale (LAN). Le workstation che componevano lo Xerox Star sono stati i primi computer commercializzati della storia ad essere dotati di interfaccia grafica con finestre, icone, mouse e sistema di puntamento (W.I.M.P. nell'acronimo inglese).
Lo Xerox Star detiene un primato: è stato il primo computer con desktop a interfaccia grafica e mouse ad essere messo in vendita sul mercato. Accadde nel lontano 1981, due anni prima dell'Apple Lisa e tre prima del Macintosh.

## Storia
Nel 1981, dopo aver costruito lo Xerox Alto, il primo computer in assoluto ad avere un'interfaccia grafica a finestre (un elaboratore destinato comunque alla sperimentazione e non al mercato), la Xerox creò e commercializzò questo computer che, nonostante fosse stato costruito per l'utente comune dell'epoca, aveva numerose capacità mai viste prima, che oggi sono considerate degli standard.
Era pensato come una workstation e aveva la possibilità di essere connesso via Ethernet, di condividere stampanti, server, ed altro. Lo Star usava uno schermo bitmap a finestre con un mouse a due bottoni, che all'epoca non aveva nessun altro computer. In pratica anticipava di molto gli altri computer come sarebbero stati concepiti in futuro ed in particolare l'Apple Lisa, l'Apple Macintosh, il Commodore Amiga, l'Atari 520ST e i PC con Microsoft Windows usati tutt'oggi.

## Descrizione
In questo computer all'avanguardia per l'epoca, erano presenti la metafora della scrivania virtuale con il paradigma di una interfaccia grafica WIMP.

Le applicazioni erano associate ai corrispondenti file dati, quindi i documenti potevano essere posizionati sul desktop, archiviati o trascinati sul cestello input-output della posta elettronica: l'utente interagiva soprattutto con file di dati, esattamente quello che succede al giorno d'oggi.

Il computer era dotato di modem: la posta elettronica aveva un'icona che ricordava il doppio cassetto sovrapposto: la stessa che si usava nella realtà negli uffici americani di allora, con le grandi scritte sul fronte MAIL e le specifiche IN e OUT. Si potevano addirittura organizzare le icone nel modo che si preferiva, ed era disponibile un set di comandi ridotto Star che poteva essere applicato a qualsiasi file di dati: Move, Copy, Open, Delete, Show, Properties and Same. 
Per controllare il sistema, l'utente manipolava elementi grafici sullo schermo invece di scrivere comandi, come nei sistemi tradizionali dell'epoca. Le icone rendevano facile trovare il file desiderato. Lo Star non solo usava principalmente le opzioni di default, ma relegava in secondo piano le informazioni e i comandi che non erano necessari all'utente, che così poteva concentrarsi sul suo lavoro e sulle operazioni basilari. Il sistema si caratterizzava anche per la coerenza grafica degli elementi sullo schermo. I progettisti dello Star infatti enfatizzarono l'aspetto grafico del desktop, delle icone e delle finestre.

### Lo sviluppo dello Star

#### Gli sviluppatori
Il computer nasce dall'idea di numerosi sviluppatori della Xerox, dalle ampie vedute e assai lungimiranti riuniti nel laboratorio SDD (System Development Department) del PARC della Xerox. Fra questi ricordiamo David Liddle, Ralph Kimball, David C. Smith, il primo uomo a scrivere un programma di grandi dimensioni in linguaggio Smalltalk (linguaggio che pur essendo usato fra i concetti di base per la nuova macchina, non venne usato come software di sviluppo), scienziato che introdusse il concetto di usare immagini manipolabili dall'utente che servono ad agire sui dati rappresentati. Immagini conosciute al giorno d'oggi come icone. Altri due sviluppatori erano invece Charles Simonyi e Butler Lampson, i creatori di Bravo il primo editor di testi che implementasse il concetto WYSIWYG nel concetto più ampio possibile all'epoca. Il testo poteva essere editato a schermo con caratteristiche come il grassetto, il corsivo, e sottolineato, con l'aspetto grafico e le immagini che venivano riprodotte su di una stampante laser mantenendo le stesse qualità che avevano a schermo. Bisogna ricordare che il successore di Bravo, chiamato BravoX, venne licenziato da numerose ditte dell'epoca e il suo codice venne usato anche per lo sviluppo di Microsoft Word. L'interfaccia grafica fu creata da Lee Jay Lorenzen, il papà di Xerox Ventura Publisher che in seguito, fuoriuscito in Digital, creò l'interfaccia conosciuta in seguito come Graphical Environment Manager (GEM).

#### Piattaforme e programmi alla base dell'idea
L'hardware e il software vennero sviluppati parallelamente per lo Star Information System e importanti idee e soluzioni vennero prese dal Memex, dallo Sketchpad, da oN Line System (NLS), dallo Xerox Alto, dal linguaggio Smalltalk, e da Bravo, solo per menzionare altri sistemi, alcuni linguaggi e applicazioni che vennero usate come basi per la creazione dello Star. Il software venne scritto in linguaggio Mesa, una versione industriale del Pascal. Per lo sviluppo di questo nuovo sistema la Xerox creò addirittura un nuovo dipartimento chiamato SDD (Systems Development Department), in due località diverse, El Segundo e Palo Alto.

### Caratteristiche tecniche
- Data di presentazione al pubblico: 27 aprile 1981.
- Prezzo: 75 000 dollari per una configurazione base e 16 595 dollari per ogni workstation aggiuntiva.
- Unità vendute: 25 000 c.a.
- CPU basata su bit-slice Am2900
- Disco rigido: interno della Shugart modello 4004 da 10 megabyte con dischi da 8 pollici di grandezza.
- Grafica: ad alta risoluzione su un monitor da 17 pollici.
- Tecnologie già disponibili all'epoca: interfaccia guidata da menu (menu-driven), icone, mouse, dispositivi di memoria interni ed esterni tra cui spicca un hard disk Shugart 4006 da 29 megabyte con dischi della grandezza di ben 14 pollici.
- Software: Star (il software incluso dava il nome all'intero sistema)
- Sistema Operativo: Pilot (proprietario, multitasking con prelazione)[1].

### I principi di usabilità dello Xerox Star
L'illusione di manipolare oggetti in modalità visiva fu posta alla base del progetto. Il concetto di WYSIWYG (What You See Is What You Get, o più chiaramente nella nostra lingua, ciò che vedi [sullo schermo] è ciò che otterrai [con la stampa]) fu il paradigma di usabilità posto come traguardo da raggiungere. Venne creata appositamente una nuova serie di vocaboli, per indicare funzioni, procedure ed oggetti del desktop, data la novità dell'ambiente grafico. Data l'epoca erano tutti neologismi. Il principio-guida dei progettisti fu di creare una macchina che corrispondesse alle idee che le idee trovassero una loro espressione concreata nella macchina.

## Importanza ed eredità culturale
Lo Xerox Star si rivelò un computer dalle caratteristiche notevoli, ma troppo avanti per i suoi tempi. Ricevette scarsa attenzione dall'industria e dal pubblico. Il computer, nella sua prima versione, era troppo costoso e troppo difficile da integrare con nuove caratteristiche e nuovi applicativi, nato in un'epoca in cui l'interfaccia grafica GUI non era stata ancora pienamente compresa. Prova ne è lo scarso successo dell'Apple Lisa uscito appena due anni dopo, nel 1983. Si sarebbe dovuto attendere ancora un anno, il 1984, perché le interfacce grafiche e il mouse si affermassero con l'Apple Macintosh, un computer dal sistema operativo assai semplice da usare e quindi adatto anche ai neofiti, con numerosi applicativi di produttività immediatamente utilizzabili, una minima quantità di memoria RAM, e soprattutto un prezzo contenuto, unito ad un design decisamente appariscente e particolarmente accattivante, che ricordava vagamente una testa umana stilizzata come un monolito.
La nuova versione dello Star chiamata ViewPoint, fortunatamente non possedeva i difetti di upgrade che caratterizzavano il suo genitore.
Lo Xerox Alto e lo Xerox Star sono computer che hanno influenzato, con i principi alla base del loro funzionamento, tutto il mondo dell'informatica e alle loro funzionalità si sono poi fortemente ispirate numerose applicazioni e interfacce tuttora esistenti. Molti ritengono che se la storia dell'informatica è così come la conosciamo e i computer sono come oggi li usiamo, lo si deve alla genialità e alla lungimiranza dei progettisti dello Xerox Star.